# ミケーレ・パオルッチ
ミケーレ・パオルッチ（Michele Paolucci, 1986年2月6日 - ）は、イタリア・レカナーティ出身のサッカー選手。現役時代のポジションはFW。

## 経歴
ユヴェントスFCの下部組織で育ち、2006-07シーズンにアスコリ・カルチョへローン移籍。デビューシーズンながら6ゴールを記録する。2007年夏に共同保有の形でウディネーゼ・カルチョへと移籍したが、冬の移籍市場でアタランタBCへ移籍。また、2008-09シーズンにはカルチョ・カターニアへの移籍が決まり渡り鳥生活が続く。カターニアではワルテル・ゼンガ監督の指揮の下、26試合に出場し7ゴールを挙げキャリアハイの成績を残した。
2009年夏にユヴェントスはウディネーゼから保有権の半分を買い戻すが、今度はACシエーナへ保有権の半分を売却。2010年1月には古巣のユヴェントスで怪我人が続出した為、急遽シエーナからユヴェントスへ復帰し4試合に出場する。2010年夏の移籍市場では、カターニアやACキエーヴォ・ヴェローナなどセリエA所属のクラブへの移籍の噂が取り沙汰されたが契約には至らず、2010-11シーズンはシエーナへ復帰し、セリエBでプレーすることになった。
2014年1月28日、USラティーナ・カルチョに4年契約で加入した。2015-16シーズンをもってラティーナを退団し無所属となったが、翌年1月からリーガ1のFCペトロルル・プロイェシュティに加入することが発表された。2016年7月17日、レガ・プロに所属するカターニアに2年契約で復帰した。
USアンコーナ1905退団後の2017年7月12日、セリエCのSSモノーポリ1966との契約が発表された。
2018年1月18日、マルタ・プレミアリーグのフロリアーナFCへ加入した。

## タイトル
ユヴェントス
- カンピオナート・プリマヴェーラ : 2005-06
- トルネオ・ディ・ヴィアレッジョ : 2005